# زمین‌لرزه ۱۹۹۰ چین
زمین‌لرزه چین  در تاریخ ۲۶ آوریل ۱۹۹۰ میلادی، برابر با ‎۶ اردیبهشت ۱۳۶۹، ساعت ۹:۳۷:۱۵ به زمان یوتی‌سی در چین رخ داد. ژرفای این زلزله ۹٫۱ کیلومتر بود، و بزرگی آن ۶٫۴ در مقیاس Mw اعلام شده‌است. زمین‌لرزه به وقت محلی در روز پنج‌شنبه، ساعت ۱۷ روی داده و منطقه زمانی آن یوتی‌سی +۸ بوده‌است .
سازمان زمین‌شناسی آمریکا نیز رومرکز این زمین‌لرزه را در مختصات ۳۵°۵۹′۱۰″شمالی ۱۰۰°۱۴′۴۲″شرقی / ۳۵٫۹۸۶°شمالی ۱۰۰٫۲۴۵°شرقی و ژرفای آن را در ۸ کیلومتر گزارش کرده‌است. بزرگی برگزیدهٔ این سازمان از میان بزرگی‌های محاسبه‌شدهٔ مختلف ۶٫۵ در مقیاس Mw بوده و از دید اثر، در میان چهار دسته‌بندی «نامحسوس»، «محسوس»، «زیان‌آور» یا «با تلفات»، زلزله را «با تلفات» اعلام کرده‌است.رانش زمین در آن به وجود آمده‌است.
پروژهٔ «تنسور گشتاور مرکزوار» زاویه‌های (راستا، شیب، ریک) گسل سازندهٔ زمین‌لرزه و صفحه عمود بر آن را (°۱۰۱، °۴۶، °۴۱) یا (°۳۴۰، °۶۲، °۱۲۸) و نوع گسل را «معکوس» فرارسانده‌است.
شمار کشتگان زلزله حدود ۱۲۶ نفر بوده‌است.تعداد زخمیان ۲۰۴۹ نفر برآورده شده‌است.